# Isola Srednij (Isole Krasnoflotskie)
L'isola Srednij (in russo Остров Средний, ostrov Srednij, in italiano "isola di mezzo") è un'isola russa che fa parte dell'arcipelago di Severnaja Zemlja ed è bagnata dal mare di Kara.
Amministrativamente fa parte del distretto di Tajmyr del Territorio di Krasnojarsk, nel Distretto Federale Siberiano.

## Geografia
L'isola è la seconda, partendo da nord, delle isole Krasnoflotskie; è situata 2,75 km a sud dell'isola Bol'šoj e 4,65 km a nord dell'isola Ploskij, che fanno entrambe parte del gruppo, e 22 km a sud del capo di Sverdlov (мыс Свердлова, mys Sverdlova) nell'isola della Rivoluzione d'Ottobre.
Srednij ha una forma allungata irregolare che si sviluppa in direzione ovest-est; misura 2,25 km di lunghezza e 1,4 km di larghezza massima nella parte orientale. Il litorale è irregolare, con pendenze dolci.
Sono presenti due rilievi: il più alto, a sud-est, misura 26 m s.l.m., mentre quello a ovest misura 15 m. Su ciascuna cima ci sono altrettanti punti di rilevamento topografico.
Il terreno è sabbioso nella parte settentrionale e sassoso nella parte sud-orientale. Lungo le coste ci sono parecchi laghi, separati dal mare da strette strisce di terra.

## Storia
Come tutte le Krasnoflotskie, anche l'isola Srednij fu scoperta e mappata nell'agosto del 1932 dalla spedizione dell'Istituto di Ricerca Artico e Antartico sul rompighiaccio "V. Rusanov".

## Isole adiacenti
- Isola Bol'šoj (Остров Большой, ostrov Bol'šoj), 2,7 km a nord.
- Isola Ploskij (остров Плоский, ostrov Ploskij), 4,65 km a sud.
- Isola Greben' (остров Гребень, ostrov Greben'), a sud.